# Savijärvi (sjö i Suonenjoki, Norra Savolax)
Savijärvi är en sjö i kommunen Suonenjoki i landskapet Norra Savolax i Finland. Den är 4,8 meter djup. Arean är 43 hektar och strandlinjen är 4,76 kilometer lång. Sjön  ingår i Kymmene älvs huvudavrinningsområde.   Den ligger omkring 50 kilometer sydväst om Kuopio och omkring 280 kilometer norr om Helsingfors. 
I sjön finns ön Pässinsaari. 